# Krikor-Okosdinos Coussa
Krikor-Okosdinos Coussa, auch Kricor-Okosdinos Coussa und Gregory Augustin Coussa (* 17. Juni 1953 in Aleppo, Syrien) ist armenisch-katholischer Bischof von Iskanderiya in Ägypten.

## Leben
Kricor-Okosdinos Coussa wurde am 24. Dezember 1980 in Aleppo zum Priester geweiht. Am 9. September 2003 wurde er zum Bischof von Iskanderiya (auch Bischof von Alexandria der Armenier) ernannt und der Heilige Stuhl bestätigte diese Ernennung am 7. Januar 2003. 
Der Patriarch von Kilikien, Erzbischof Nerses Bedros XIX. weihte ihn am 9. Mai 2004, unter Mitwirkung der Erzbischöfe Paul Coussa (Bagdad) und Boutros Marayati (Aleppo) zum Bischof. Die Amtseinführung erfolgte am 20. Mai 2004.
Vom 25. November 2015 bis zum 10. Mai 2019 war er zudem Patriarchalexarch von Jerusalem und Amman.

## Sonderversammlungen der Bischofssynode
Bischof Coussa nahm an den Sonderversammlungen der Bischofssynode zu Afrika und zum Nahen Osten in Rom teil. 

### Afrikasynode 2009
In einer Stellungnahme während der Zweiten Sonderversammlung für Afrika (siehe auch Nachsynodales Apostolisches Schreiben Africae munus) äußerte sich Bischof Coussa zum Völkermord an den Armeniern. So erinnerte er an die 1915 von den Osmanen eineinhalb Millionen ermordeten Menschen und rief auf, den Feinden zu vergeben. Gleichzeitig erinnerte er an die Rechte der Armenier und begrüßte die Annäherung Armeniens zur Türkei. Er appellierte an die Verantwortlichen den Fortschritt zu unterstützen.

### Nahostsynode 2010
In seiner Ansprache griff Coussa auf den Brief des Paulus an die Römer, dieser hatte geschrieben: „In der Hoffnung fröhlich, in der Drangsal geduldig, im Beten beharrlich“. (12,12 ) Diese Worte des Paulus übertrug er auf die Situation der Christen im Nahen Osten. Abschließend äußerte er die Bitte, dass die Christen im Heiligen Land nicht isoliert in Höhlen oder Tunneln leben sollen, sondern unabhängig von ihrer Religion oder Kultur klar erkennen sollen was sie tun. Er erwarte deshalb von dieser Synode, in dieser Hoffnung unterstützt zu werden.